# Костенко Віталій Олексійович
Віталій Олексійович Костенко (нар. 27 листопада 1940) — український радянський діяч, новатор виробництва, бригадир монтажників спеціалізованого управління № 107 тресту «Криворіжстальконструкція» Дніпропетровської області. Герой Соціалістичної Праці (5.09.1980). Член ЦК КПУ в 1986—1990 р.

## Біографія
У 1960-х—1990-х рр. — бригадир монтажників спеціалізованого управління № 107 тресту «Криворіжстальконструкція» Міністерства монтажних і спеціальних будівельних робіт УРСР Дніпропетровської області.
Член КПРС з 1965 року.
З 1990-х років — на пенсії у місті Кривому Розі Дніпропетровської області.

## Нагороди
- Герой Соціалістичної Праці (5.09.1980)
- орден Леніна (5.09.1980)
- ордени
- медалі